# Lupparia diamesa
Lupparia diamesa är en kackerlacksart som först beskrevs av Bei-Bienko 1941.  Lupparia diamesa ingår i släktet Lupparia och familjen småkackerlackor.
Artens utbredningsområde är Filippinerna. Inga underarter finns listade i Catalogue of Life.